# Pteroglossus sanguineus
El arasarí de pico rayado (Pteroglossus sanguineus) es una especie de ave del género Pteroglossus. Este tucán habita en zonas selváticas del noroeste de Sudamérica. Nidifica en huecos en troncos o ramas de árboles. Se alimenta de frutos, invertebrados y pequeños vertebrados.

## Distribución y hábitat
Vive en ambiente de selva tropical desde el este de Panamá y el oeste de Colombia hasta el noroccidente de Ecuador.  

## Taxonomía
Este taxón fue descrito originalmente en el año 1854 por el naturalista y ornitólogo inglés John Gould.
Durante décadas fue tratado como formando una subespecie de la especie P. torquatus, es decir, Pteroglossus  torquatus sanguineus. Para mediados del año 2014 se lo considera una especie plena, bajo un concepto más amplio que el de la especie biológica, tal como es el de especie filogenética.

## Estado de conservación
En la Lista Roja elaborada por la Unión Internacional para la Conservación de la Naturaleza (UICN) este taxón es categorizado como “bajo preocupación menor”.